# Поселля (Іволгинський район)
Поселля (рос. Поселье) — село Іволгинського району, Бурятії Росії. Входить до складу Сільського поселення Гільбірінське.
Населення — 3797 осіб (2015 рік).